# Call of Duty 4: Modern Warfare
Call of Duty 4: Modern Warfare (также известная как Call of Duty 4 или Call of Duty: Modern Warfare; с англ. — «Зов долга 4: Современная война») — компьютерная игра в жанре шутера от первого лица, разработанная американской компанией Infinity Ward и изданная Activision. Является четвёртой в серии Call of Duty и первой в подсерии Modern Warfare; официально проект был анонсирован 26 мая 2007 года.
Call of Duty 4: Modern Warfare была выпущена 5 ноября 2007 года на трёх целевых платформах: PC, Xbox 360 и PlayStation 3, а позже — на платформах Mac, Nintendo DS и Nintendo Wii. С 12 ноября 2007 года игра стала доступна для покупки через интернет-сервис Steam.
Сюжет игры связан с военными действиями начала XXI века. Одиночная кампания даёт игроку возможность поиграть за бойцов Корпуса морской пехоты США, Особой воздушной службы Великобритании и регулярных частей. Действие игры происходит в России, Азербайджане, Украине и на Ближнем Востоке.
За первые 24 часа продаж было продано около 600 000 копий Call of Duty 4: Modern Warfare. Всего по миру было реализовано свыше 10 миллионов копий игры.
Также 25 мая 2010 года Call of Duty 4: Modern Warfare стала доступна для покупки в системе Xbox Live, что позволило заинтересованным в приобретении данной игры не покупать её на диске, а, оплатив, скачать на свою приставку.
2 мая 2016 года было анонсировано переиздание игры для PC, PlayStation 4 и Xbox One; переиздание вышло 4 ноября 2016 года вместе с Call of Duty: Infinite Warfare.

## Сюжет

### Действующие лица
На протяжении одиночной кампании игрок от первого лица выступает в роли шести различных персонажей. Первым из них появляется Джон «Соуп» Мактавиш (John “Soap” MacTavish) — недавно рекрутированный сержант 22-го полка SAS. Мактавиш действует под началом капитана (ранее лейтенанта) Джона Прайса (John Price; голос — Билли Мюррей), также доступного для игры в двух уровнях-флэшбеках, действие которых происходит в Припяти в 1996 году. Также игрок на нескольких уровнях первого акта выступает в роли сержанта Пола Джексона (Paul Jackson) — бойца 1-го разведотряда Корпуса морской пехоты США, направленного на Ближний Восток воевать с повстанцами, свергнувшими власть в неназванной республике на Аравийском полуострове. Помимо вышеозначенных, к числу игровых персонажей относятся Ясир аль-Фулани — президент неназванной ближневосточной страны, казнь которого от первого лица показана в прологе; оператор военного самолёта AC-130 Spectre с позывным «Пламя», оказывающий поддержку бойцам SAS; и оперативник SAS, выступающий главным персонажем в заключительном уровне «Над облаками» (Mile High Club).
Неигровые персонажи играют важные роли в сюжете: капитан Прайс и его правая рука Гас (Gaz; голос — Крейг Фэйрбрасс) выступают наставниками Соупа, тогда как наставником Прайса выступает капитан Макмиллан (MacMillan), появляющийся во время миссий-флэшбэков в Припяти. Джексон в составе отряда морпехов действует под командованием лейтенанта Васкеса (англ. Vasquez) и штаб-сержанта Григгса (Griggs); позднее Григгс сопровождает отряд Прайса. Во время миссий в России появляется сержант Комаров — офицер правительственных войск, оказывающий поддержку отряду Прайса.
В число отрицательных персонажей входят Имран Захаев (голос — Евгений Лазарев) — лидер лагеря ультранационалистов и главный антагонист игры; Халед аль-Асад — союзник Захаева и предводитель переворота на Ближнем Востоке; и Виктор Захаев — сын Имрана Захаева и видная фигура в лагере ультранационалистов.

### События основного сюжета

#### Пролог
2011 год, в России протекает тяжёлый экономический кризис. Ультранационалист по имени Имран Захаев, стремясь восстановить СССР, пользуется ситуацией нестабильности, планирует захватить власть в стране и присоединить к ней новые территории. Он финансирует переворот на Ближнем Востоке, организованный его ближним союзником, главой сепаратистского движения в неназванной ближневосточной стране, чтобы отвлечь внимание мира от России. Пока на Ближнем Востоке идёт война, Захаев начинает в России гражданскую войну. Тем не менее, разведки США и Великобритании раскрывают планы Захаева и посылают свои войска в оба региона. Начало игры проходит на военной базе Креденхилл в Великобритании, где бойцы отряда капитана Джона Прайса готовятся к десантной операции; к ним присоединился новичок, Джон «Соуп» МакТавиш.
История рассказывается от лица оперативников спецслужбы Великобритании SAS сержанта «Соупа» МакТавиша и капитана (в двух миссиях — лейтенанта) Прайса, безымянного оператора бомбардировщика AC-130 Spectre и неизвестного бойца ОТГ-141 (в эпилоге, скорее всего, это был МакТавиш), американского морского пехотинца сержанта Пола Джексона и президента Саудовской Аравии Ясира аль-Фулани.
Соуп в составе отряда SAS капитана Прайса проникает на корабль террористов в Беринговом проливе. Отряд штурмом захватывает корабль. В трюме, в одном из контейнеров, обнаруживается ящик с неизвестным содержимым и документы на арабском языке. Однако узнать, что в ящике, не удаётся, так как корабль атакуют два истребителя МиГ предположительно русских ВВС. Корабль начинает тонуть, и отряд едва успевает покинуть его на вертолёте SAS — CH-46 Sea Knight. Далее Халед аль-Асад захватывает власть на Ближнем Востоке и убивает президента аль-Фулани в прямом эфире центрального канала.

#### Акт I
Отряд капитана Прайса отправляется на Кавказ для освобождения из плена информатора британских спецслужб, известного под кодовым именем Николай, работающего двойным агентом среди русских ультранационалистов — именно он передал SAS данные перед десантной операцией в Беринговом проливе. При помощи отряда русских лоялистов под командованием сержанта Комарова отряд Прайса берёт штурмом лагерь террористов и спасает Николая, после чего эвакуируются на вертолёте SAS.
Однако, вертолёту так и не удаётся покинуть территорию, находящуюся под контролем ультранационалистов, его сбивают вражеские ПЗРК. Выжившим после крушения (Николаю, Гасу, Соупу, Прайсу и одному бойцу SAS) приходится пробираться через территорию врага к месту эвакуации. Через некоторое время прилетает самолёт АС-130, посланный западным командованием и прикрывает героев с воздуха, расчищая огнём путь к зоне эвакуации. Отряду удаётся добраться до зоны эвакуации и благополучно покинуть вражескую территорию.
Тем временем Вооружённые силы США начинают масштабное вторжение на Ближний Восток с целью свержения режима Аль-Асада. Морская пехота стремительно продвигается. В этих боях участвует со своим отрядом морпехов под командованием лейтенанта Васкеса сержант Пол Джексон. Армия США атакует город Басра. Проникнувшие во дворец президента морпехи обнаруживают там ядерное устройство. Объявляется угроза взрыва, и американские войска начинают стремительно покидать город. Однако вертолёт AH-1 Cobra, сопровождающий транспортный вертолёт с отрядом Джексона на борту, сбивают, и отряд, понимая, что может не успеть покинуть город до взрыва, предпринимает отчаянную попытку спасти уцелевшего пилота вертолёта капитана Пелайо (при этом второй пилот Китинг погибает при падении). Им удаётся, сев поблизости, пробиться к месту крушения и спасти пилота (её выносит на себе Джексон). Затем, в полном составе, отряд вновь садится в вертолёт и тот начинает стремительно покидать зону боевых действий. Однако происходит ядерный взрыв, и наряду с другими американскими войсками, не успевшими вовремя покинуть город, их накрывает ядерной волной. Отряд Джексона полностью погибает. Самому Джексону удаётся выжить после крушения, но, выбравшись из останков вертолёта, он умирает от полученных ран и фатальной дозы радиации, а столица оказывается практически полностью уничтоженной ядерным взрывом и непригодной для жизни. Тем не менее, война выиграна и режим аль-Асада свергнут.

#### Акт II

Припять. Задание за лейтенанта Прайса.

Отряд капитана Прайса отправляется на север Азербайджана в село Амсар и при поддержке русского вертолёта Ми-28 штурмом берёт деревню, где, согласно сведениям Николая, и расположена конспиративная квартира Аль-Асада. Отряду удаётся уничтожить всех ультранационалистов и захватить его. Во время допроса у Аль-Асада звонит сотовый, и Прайс, взяв трубку, узнаёт по голосу звонившего Имрана Захаева. После этого Прайс убивает Аль-Асада выстрелом в голову из своего M1911.
Затем действие переносится назад на 15 лет (зима 1996 года). Оперативники SAS лейтенант Прайс и капитан МакМиллан проникают в Припять, минуя патрули террористов, и занимают позицию на верхнем этаже в гостинице «Полесье» (укр. «Полicся»). Ультранационалисты планируют вывоз из ЧАЭС топливных стержней, для создания ядерного оружия. Задача же бойцов SAS — убить лидера российских ультранационалистов Имрана Захаева, который будет участвовать в деловой встрече возле гостиницы через трое суток после прибытия оперативников (можно посчитать в загрузочном ролике). В решающий момент Прайс производит выстрел в Захаева, однако пуля, сменив направление, попадает Захаеву в руку и её отрывает. Бойцам SAS приходится уходить от преследования, во время которого Прайс и МакМиллан сбивают вертолёт, но МакМиллан увидел, что вертолёт начал падать к нему, побежал и подвернул ногу, из-за чего Прайсу приходится нести капитана почти весь путь до колеса обозрения, где они дожидаются вертолёта SAS, который эвакуирует бойцов с вражеской территории.
Затем действие возвращается снова в 2011 год. Отряд Прайса держит позицию в деревне, где укрывался Халед аль-Асад, их атакуют превосходящие силы ультранационалистов, но вовремя подоспевший вертолёт забирает их, и отряду удаётся спастись.
Теперь, когда стало известно то, что Захаев выжил и причастен к происходящим событиям, отряд Прайса получает задание найти его и ликвидировать. Для этого они должны захватить в плен его сына Виктора — руководителя ультранационалистов на юге России. Однако, когда его конвой атакует отряд SAS при поддержке морской пехоты США и российского спецназа, Виктор пытается скрыться. Бойцы SAS, морпехи и русские лоялисты преследуют его, одновременно подавляя атаки боевиков. Под конец он попадает в тупик на крыше дома, и его настигает отряд Прайса. Однако, чтобы не попасть в плен, Виктор стреляет себе в голову, предварительно произнеся фразу: «Вы все всё равно скоро сдохнете…».

#### Акт III
После гибели своего сына Захаев предъявляет ультиматум Западу. Если западные войска немедленно не покинут территорию Российской Федерации, Захаев нанесёт ядерный удар по США. Американские войска и SAS выясняют, что Имран Захаев со своими боевиками захватил российскую военную базу на Алтае, где хранятся ядерные боеголовки, которыми угрожает лидер сепаратистов. Они решают отправиться на Алтай и захватить эту базу, взяв под контроль находящиеся там МБР. Во время приземления на Алтае, парашют штаб-сержанта Григгса уносит в сторону от отряда и его берут в плен боевики. Прайс с отрядом освобождают его и продвигаются к базе, уничтожая все патрули на своём пути. Но, когда отряды уже практически проникли на базу, ультранационалисты запускают МБР в сторону США. Бойцы SAS и американские солдаты атакуют базу ультранационалистов. Союзники захватывают пункт управления запуском ракет, где Соуп вводит коды самоуничтожения и ракеты уничтожаются в воздухе, так и не достигнув Восточного побережья США, а их обломки падают в Атлантический океан. Жаждущий отомстить американцам и британцам за смерть своего сына, Имран Захаев бросает все оставшиеся силы ультранационалистов в яростную атаку на американцев и британцев. Отряды захватывают УАЗы и пытаются уйти от преследователей и добраться до точки эвакуации. Но мост, по которому должны были проехать УАЗы, взрывает вертолет Ми-24, лишая отряд пути для отступления.
Отряды Прайса и Григгса оказываются в ловушке: на разваливающемся мосту они пытаются укрыться от атакующих отрядов за поваленными машинами. В этот момент рядом с ними взрывается повреждённый бензовоз. Соуп, придя в себя, видит, что большинство солдат его отряда либо мертвы, либо тяжко ранены, а Григгс, отстреливаясь от врага, пытается оттащить Мактавиша от горящих машин, но гибнет от ранения в голову. В этот момент появляется сам Захаев в сопровождении двух телохранителей, которые убивают выживших бойцов SAS и морпехов, сам Захаев добивает Гаса выстрелом в голову (если внимательно присмотреться, в спину). Внезапно подлетают вертолёты Ми-28Н лоялистов Комарова и спасают Прайса и Соупа от смерти, отвлекая внимание Захаева и его людей на себя. В этот момент раненый Прайс, лежащий недалеко от Соупа, кидает сержанту свой пистолет, из которого Соуп убивает Захаева и его охранников. Вскоре подлетают остальные вертолёты и Комаров со своими солдатами высаживается, Комаров заверяет едва дышащего Соупа, что его раны не смертельны и с ним всё будет хорошо, сержант отдаёт приказ погрузить Соупа в вертолёт правительственных войск, чтобы доставить его в госпиталь на лечебную реабилитацию. Последнее, что видит Соуп перед потерей сознания: Прайс лежит не шевелясь, а медик из числа лоялистов делает ему непрямой массаж сердца, но тот не приходит в себя. Лоялисты поднимают Соупа на борт своего вертолёта и доставляют его в госпиталь.

#### Эпилог
В эпилоге (после титров) бойцы SAS, чьи личности не уточняются, спасают важную персону с фамилией Криглер (предположительно глава вымышленной корпорации Kriegler) из рук ультранационалистов на борту самолёта. Один из них пристёгивает Криглера к себе, и затем они покидают самолёт, прыгая с парашютами, тогда как самолёт, в котором находилась активированная бомба, взрывается в воздухе.

## Аркадный режим
После полного прохождения игры становится доступным «аркадный режим». Игроку даётся определённое количество «жизней», после потери последней игра заканчивается. Возможно как полное прохождение игры в «аркадном режиме», так и выборочное (одиночные миссии) по желанию игрока. За каждое успешное попадание в противника начисляются очки, в меню показывается рекордный (максимальный) счёт, набранный игроком.

## Многопользовательская игра
В многопользовательской игре доступны несколько режимов игры по локальной сети или интернету. Также игра поддерживает пользовательские модификации.

### Сетевые режимы
- Свободная игра (Free For All). Классический режим Deathmatch, где каждый игрок сражается сам за себя. За фраг начисляется 5 очков, за фраг с использованием перков «Последний выстрел» или «Мученик» — 10 очков.
- Командный бой (Team Deathmatch). Задача заключается в уничтожении членов вражеской команды. За фраг начисляется 10 очков, за ранение противника, добитого другим членом команды — 2 очка (может быть и больше очков в зависимости от степени ранения).
- Первенство (Domination). Задача заключается в захвате флагов, расставленных по карте, и их удержании.
- Штаб (Headquarters). Задача состоит в захвате и удержании (отбивая у противника) штабов, появляющихся в разных местах карты.

Игра в вышеперечисленных режимах продолжается до набора какой-либо стороной лимита очков либо до истечения времени (в этом случае побеждает сторона, набравшая большее количество очков).
- Саботаж (Sabotage). Необходимо установить бомбу (одна на две команды) на вражеский объект и не дать её обезвредить до истечения времени таймера. Местоположение бомбы было неизменным для всех типов карт, и отмечалась указателями, как и игрок, поднявший бомбу. А цели подрыва генерировались случайно, в любой точке карты.
- Найти и уничтожить (Search & Destroy). Задача атакующей стороны — установить бомбу на один из двух объектов и не дать её обезвредить до истечения времени таймера. Задача защищающейся стороны — не допустить установки бомбы либо обезвредить её, если она установлена. Обе стороны могут также выиграть раунд, уничтожив всех игроков вражеской команды. Возрождение в этом режиме, в отличие от всех остальных, происходит только в начале раунда. Стороны меняются ролями один или несколько раз.

В этих режимах игра продолжается до выигрыша одной из команд заданного количество раундов.

### Оружие и система классов
Оружие в многопользовательском режиме поделено на основное и второстепенное. Основное включает пять видов и определяет класс персонажа (задаёт внешний вид и такие характеристики, как дальность спринта, общую подвижность). К второстепенному относятся пистолеты.
В игре имеются 5 стандартных классов и 5 настраиваемых (дающих выбор оружия, аксессуаров и перков). Доступ к классам, возможность их редактировать, а также доступ к различным видам оружия, перкам и т. д. появляется не сразу, а постепенно, по мере набора очков опыта (XP points).

### Система развития персонажа и игровая статистика
Персонаж для многопользовательского режима создаётся на компьютере, подключённом к Интернету, но не имеет жёсткой привязки к GUID. На выбор предоставляется пять созданных разработчиками классов и пять вариантов с изменяемым оружием и снаряжением.
Система развития предполагает продвижение с 1-го до 55-го уровня. На первом доступны лишь первые три созданных разработчиками класса. После получения первых уровней открываются ещё два стандартных класса, а начиная с четвёртого уровня появляется возможность создать свой класс.
При игре на сервере с профессиональной игровой модификацией (например, PAM4 или ProMod) система классов и развития персонажа отсутствует. Игроку сразу доступен весь арсенал оружия (за исключением образцов, которые убраны создателями модификации).

### Система наград и поощрений
Награды и поощрения персонажа выводятся отдельными списками в нескольких категориях. Награды выдаются за различные действия на поле боя; поощрения выдаются за участие в игре и победу команды игрока в раундах и на карте и позволяют быстрее расти в званиях, получая доступ к перкам и новым видам оружия. За эффективное использование конкретной модели оружия предоставляются возможности по его модернизации: за общее количество убийств становятся доступными «оружейные модули», а за определённое количество убийств в голову открываются бонусные виды маскирующей окраски. При достижении высшего уровня владения каким-либо классом оружия игрок получает доступ к «золотому» оружию соответствующего класса. «Золотым» оружием может быть только одно конкретное в классе.

### Поддержка с воздуха
Активную роль в геймплее играет возможность использовать поддержку авиации. Так, совершение трёх убийств подряд без собственной смерти позволяет вызвать беспилотный разведчик, который в течение 30 секунд отображает на радаре местоположение противников, пять убийств подряд — «удар с воздуха», серия из семи убийств — вертолёт. Одновременно может наноситься только один удар с воздуха и на карте может находиться только один вертолёт. Возможность вызова авиации сохраняется и после смерти.

### Перки
Не менее влиятельна на геймплей система перков, или персональных особенностей. Доступ к перкам открывается постепенно при достижении соответствующего уровня-звания. Все перки разделены на три группы — «синюю», «красную» и «зелёную», при создании собственного класса можно выбрать по одному перку из каждой группы.
- Перки синей группы — отвечают за вооружение, такие как: РПГ-7; три, вместо одной, осколочных гранат или вспомогательных, светошумовых; мин «Клеймор». Недоступны при использовании некоторых оружейных модулей.
- Перки красной группы — модифицируют атакующие или оборонительные способности игрока.
- Перки зелёной группы — изменяют физические возможности бойца. В эту же группу входят перки «Последний выстрел» и «Мученик», дающие возможность при смерти «достать» противника при помощи пистолета или гранаты.

При игре на сервере со специализированными «профессиональными» модификациями (PAM4 или ProMod), наряду с прочими ограничениями, игроку по умолчанию ставятся перки «Патронташ» и «Усиленный выстрел», которые невозможно убрать, а третий перк («зелёной» группы) как правило отключается.

### Интернет-соревнования
Быстро набрав популярность у интернет-игроков, игра привлекла много команд для выступления на полупрофессиональном и профессиональном уровне киберсоревнований. Для игры обычно используются специализированные модификации, например PAM4, ProMod, ProMod Live.
На RCGL и ClanBase проводятся регулярные соревнования по CoD4 в нескольких десятках номинаций, самые популярные форматы — Search & Destroy (Найти и уничтожить) дуэль, 2×2, 3×3 и 5×5.
По CoD4 уже существует множество профессиональных команд, выступающих на различных мировых турнирах. В числе самых популярных — шведская Fnatic.MSI, Power Gaming, Team Dignitas. В числе самых популярных российских команд — Team EMPIRE, ROX.KIS, а также проводятся регулярные чемпионаты, основанные на модификациях ProMod Live. В СНГ популярны регулярные российские PROCOD, EXPLOSIVE CUP, BEFIRST SERIES. Кроме того соревнования по CoD4 включены в ASUS Open.

## Разработка
Call of Duty 4 была разработана командой из ста человек, в течение двух лет. После Call of Duty 2 команда Infinity Ward решила отойти от сеттинга Второй мировой войны, использовавшегося в предыдущих играх серии. Это привело к трём игровым концепциям, воплощённым в конечном итоге в Call of Duty 4: Modern Warfare и её последующих сиквелах: Call of Duty: Modern Warfare 2 и Call of Duty: Modern Warfare 3.
При написании сюжета разработчики старались избегать ссылок на реально имевшие место (в том числе в современный период) войны, держась в рамках общей темы противостояния двух равносильных сторон. С целью обеспечить более реалистический тон игры разработчики посетили учения на военной базе КМП США «29 Пальм»; эффекты нахождения вблизи танка «Абрамс» при ведении огня последним были воспроизведены в игре, исходя из этих посещений. Также разработчики общались с участниками боевых действий из числа морпехов, чтобы как можно ближе передать в пределах игровой реальности ощущения и эмоции на поле боя. Также военнослужащие приглашались на запись мокапа и разработку ИИ.
При создании компоненты сетевой игры команда разработчиков рассчитывала сделать её сбалансированной, одновременно введя поощрения для новых игроков и ряд нововведений — для опытных. При разработке механики воздушной поддержки (авиаудары и использование вертолётов) предполагалось введение на карте особых зон, за контроль над которыми сражались бы игроки. В итоге эта идея была отвергнута, так как противоречила понятию дэтматча — типу геймплея, к которому стремились разработчики. Вместо этого была введена система поощрения за серии убийств, чтобы таким образом поддерживать интерес игроков к набору опыта. Игрокам было разрешено выбирать вооружение перед матчем, чтобы минимизировать охоту за оружием во время боя и легче привыкать к выбранному вооружению. Карты были разработаны преимущественно для дэтматчей, но разработчики посчитали, что они могут подойти для других режимов; планировка карт была продумана таким образом, чтобы сделать минимальной возможность укрытия от огня противника.

### Звук
Музыка к Modern Warfare большей своей частью написана британским композитором Стефаном Бартоном, ранее сотрудничавшим c Гарри Грегсон-Уильямсом; последний выступил автором главной музыкальной темы игры. Несколько треков из игры доступны на сайте «7 дней Modern Warfare» (англ. 7 Days of Modern Warfare), созданном Infinity Ward; некоторые треки доступны для прослушивания на личном сайте Бартона. Закрывающая композиция, играющая во время титров игры, сопровождается речитативом в исполнении ведущего аниматора игры Марка Григсби.

## Отзывы и рецензии
| Сводный рейтинг                        | Сводный рейтинг                                                                     | Сводный рейтинг                                                                     | Сводный рейтинг                                                                     | Сводный рейтинг                                                                     |
| Издание                                | Оценка                                                                              | Оценка                                                                              | Оценка                                                                              | Оценка                                                                              |
| Издание                                | PC                                                                                  | PS3                                                                                 | Wii                                                                                 | Xbox 360                                                                            |
| -------------------------------------- | ----------------------------------------------------------------------------------- | ----------------------------------------------------------------------------------- | ----------------------------------------------------------------------------------- | ----------------------------------------------------------------------------------- |
| GameRankings                           | 92,29 %                                                                             | 93,54 %                                                                             | 78,50 %                                                                             | 94,16 %                                                                             |
| Metacritic                             | 92/100                                                                              | 94/100                                                                              | 76/100                                                                              | 94/100                                                                              |
| Иноязычные издания                     |                                                                                     |                                                                                     |                                                                                     |                                                                                     |
| Издание                                | Оценка                                                                              | Оценка                                                                              | Оценка                                                                              | Оценка                                                                              |
| Издание                                | PC                                                                                  | PS3                                                                                 | Wii                                                                                 | Xbox 360                                                                            |
| Eurogamer                              | N/A                                                                                 | N/A                                                                                 | N/A                                                                                 | 9/10                                                                                |
| Game Informer                          | N/A                                                                                 | 10/10                                                                               | N/A                                                                                 | N/A                                                                                 |
| GamePro                                | N/A                                                                                 | N/A                                                                                 | N/A                                                                                 | [ 29 ]                                                                              |
| GameSpot                               | 9/10                                                                                | 9/10                                                                                | 8,5/10                                                                              | 9/10                                                                                |
| GameSpy                                | [ 6 ]                                                                               | N/A                                                                                 | [ 34 ]                                                                              | [ 35 ]                                                                              |
| GamesRadar+                            | [ 36 ]                                                                              | [ 36 ]                                                                              | N/A                                                                                 | [ 36 ]                                                                              |
| GameTrailers                           | 9,4/10                                                                              | 9,4/10                                                                              | N/A                                                                                 | 9,4/10                                                                              |
| IGN                                    | N/A                                                                                 | N/A                                                                                 | 7/10                                                                                | 9,4/10                                                                              |
| OXM                                    | N/A                                                                                 | N/A                                                                                 | N/A                                                                                 | 10/10                                                                               |
| VideoGamer                             | 9/10                                                                                | 9/10                                                                                | N/A                                                                                 | 9/10                                                                                |
| WorthPlaying                           | 9,6/10                                                                              | 9,4/10                                                                              | N/A                                                                                 | 9,5/10                                                                              |
| X-Play                                 | N/A                                                                                 | N/A                                                                                 | N/A                                                                                 | [ 44 ]                                                                              |
| Русскоязычные издания                  |                                                                                     |                                                                                     |                                                                                     |                                                                                     |
| Издание                                | Оценка                                                                              | Оценка                                                                              | Оценка                                                                              | Оценка                                                                              |
| Издание                                | PC                                                                                  | PS3                                                                                 | Wii                                                                                 | Xbox 360                                                                            |
| Absolute Games                         | 78 %                                                                                | N/A                                                                                 | N/A                                                                                 | N/A                                                                                 |
| PlayGround.ru                          | 9/10                                                                                | N/A                                                                                 | N/A                                                                                 | N/A                                                                                 |
| «Игромания»                            | 9/10                                                                                | N/A                                                                                 | N/A                                                                                 | N/A                                                                                 |
| «Игры Mail.ru»                         | 8,5/10                                                                              | N/A                                                                                 | N/A                                                                                 | N/A                                                                                 |
| «ЛКИ»                                  | 92 %                                                                                | N/A                                                                                 | N/A                                                                                 | N/A                                                                                 |
| «Страна игр»                           | 8,5/10                                                                              | 8,5/10                                                                              | N/A                                                                                 | 8,5/10                                                                              |
| Награды                                |                                                                                     |                                                                                     |                                                                                     |                                                                                     |
| Издание                                | Награда                                                                             | Награда                                                                             | Награда                                                                             | Награда                                                                             |
| GameCritics                            | Лучшая игра в жанре экшн                                                            | Лучшая игра в жанре экшн                                                            | Лучшая игра в жанре экшн                                                            | Лучшая игра в жанре экшн                                                            |
| GameSpot                               | Лучшая графика, лучший шутер, лучшая игра на Xbox 360, лучшая игра на PlayStation 3 | Лучшая графика, лучший шутер, лучшая игра на Xbox 360, лучшая игра на PlayStation 3 | Лучшая графика, лучший шутер, лучшая игра на Xbox 360, лучшая игра на PlayStation 3 | Лучшая графика, лучший шутер, лучшая игра на Xbox 360, лучшая игра на PlayStation 3 |
| GameTrailers                           | Лучшая графика, лучшая игра на PS3                                                  | Лучшая графика, лучшая игра на PS3                                                  | Лучшая графика, лучшая игра на PS3                                                  | Лучшая графика, лучшая игра на PS3                                                  |
| GamePro                                | Лучшая игра года                                                                    | Лучшая игра года                                                                    | Лучшая игра года                                                                    | Лучшая игра года                                                                    |
| IGN                                    | Лучшая игра на Xbox 360, лучший шутер 2007                                          | Лучшая игра на Xbox 360, лучший шутер 2007                                          | Лучшая игра на Xbox 360, лучший шутер 2007                                          | Лучшая игра на Xbox 360, лучший шутер 2007                                          |
| GameSpy                                | Лучшая игра на PS3, лучшая игра на Xbox 360, лучшая игра на ПК, игра года           | Лучшая игра на PS3, лучшая игра на Xbox 360, лучшая игра на ПК, игра года           | Лучшая игра на PS3, лучшая игра на Xbox 360, лучшая игра на ПК, игра года           | Лучшая игра на PS3, лучшая игра на Xbox 360, лучшая игра на ПК, игра года           |
| X-Play                                 | Лучший шутер, Лучший музыкальный дизайн                                             | Лучший шутер, Лучший музыкальный дизайн                                             | Лучший шутер, Лучший музыкальный дизайн                                             | Лучший шутер, Лучший музыкальный дизайн                                             |
| Spike Video Game Awards                | Лучший шутер, лучшая военная игра                                                   | Лучший шутер, лучшая военная игра                                                   | Лучший шутер, лучшая военная игра                                                   | Лучший шутер, лучшая военная игра                                                   |
| Academy of Interactive Arts & Sciences | игра года в жанре экшн, игра года на консоли, всеобщая игра года                    | игра года в жанре экшн, игра года на консоли, всеобщая игра года                    | игра года в жанре экшн, игра года на консоли, всеобщая игра года                    | игра года в жанре экшн, игра года на консоли, всеобщая игра года                    |
| Golden Joystick Awards                 | Лучшая игра года                                                                    | Лучшая игра года                                                                    | Лучшая игра года                                                                    | Лучшая игра года                                                                    |

Call of Duty 4: Modern Warfare получила признание от многих критиков различных игровых изданий. В геймплее игры было упомянуто обозревателями, что стиль стал приводиться к «новому уровню погружения и глубины, которого мы никогда раньше не видели». Official Xbox Magazine сказал так о многопользовательском режиме, «это многопользовательский режим, в котором есть текущий классический статус игры», и что «кампания никогда не отпустит». GameSpot дал положительный обзор для Call of Duty 4: Modern Warfare, сказав, что «высокое качество этой кампании и её потрясающие многопользовательские варианты делают Call of Duty 4 фантастической посылкой». GamePro утверждает, что «удивительно глубокие многопользовательские соперники Halo 3 с точки зрения охвата и масштаба». GamePro также отмечает, что «напряжённая однопользовательская кампания предложит впечатляющий опыт, который характеризуется невероятно привлекательным повествованием; в игре есть моменты, которые пошлют холод по вашей спине».
GameSpot упомянул факт, что «однопользовательская кампания заканчивается мгновенно», что является единственным главным недостатком. IGN описал кампанию как «по-прежнему очень линейной», как и у его предшественников, избегая концепцию игровой песочницы, отметив, что это привело к «гораздо более обильному, более сфокусированному опыту» с «красиво написанным сценарием». Voodoo Extreme 3D из IGN аналогичным образом заметил, что он «фактически играется на рельсах, но это часть его очарования».

### Версия Wii
Modern Warfare — Reflex Edition был портирован Treyarch. Версия Wii для Call of Duty 4: Modern Warfare имеет меньше возможностей, чем другие консольные версии. Он не поддерживает разделённый режим экрана, и графика не так проработана. Тем не менее, он поддерживает кооперативный игровой процесс в кампании на одном экране. В любой момент можно активировать второй пульт управления Wii, давая второму игроку своё собственное прицельное перекрестие. Игра получила 76 из 100 совокупных баллов на сайте Metacritic. IGN поставила версии игры на Wii, оценку 7.0 из 10, заявив, что визуальные и указательные элементы управления не так настроены, как в версия Wii для World at War, хотя они упомянули, что настройки опции и мультиплеер впечатляют. Official Nintendo Magazine поставил игре 80 %, хваля его за самую успешную упаковку, отличающейся от точных копий следующего поколения, но критиковал визуальные эффекты. GameSpot утвердил игре 8.5 из 10, заявив, что онлайн был таким же захватывающим, как и другие версии, они также сказали, что элементы управления «точные и настраиваемые, что позволяет вам быть тем всем, кем вы могли бы быть».

### Продажи
До выпуска Call of Duty 4: Modern Warfare, было предсказано, что будет продано больше копий, чем у весьма успешного Halo 3. Предсказание осуществилось, и версия Xbox 360 стала самой продаваемой видеоигрой в США с ноября 2007 года по январь 2008 года в соответствии с NPD Group. В ноябре 2007 года в Соединённых Штатах версии игры для Xbox 360 и PlayStation 3, соответственно стали продаваться на 1,57 миллионов и 444 000 единиц. В декабре 2007 года было продано 1,47 млн единиц версии игры для Xbox 360; далее было продано 331 000 копий для Xbox 360 и 140 000 копий для PlayStation 3 в январе 2008 года. Согласно версии NPD Group, версия Xbox 360 была третьей популярной видеоигрой 2007 года в США с 3,04 миллионами проданных единиц, позади Halo 3, которую продали в 4,82 миллиона единиц. К январю 2008 года было продано более 7 миллионов копий по всему миру и был самой продаваемой игрой 2007 года. 3 июня 2008 года Infinity Ward сообщила, что было продано более 10 миллионов единиц. Во время телефонной конференции в мае 2009 года Activision объявила, что было продано 13 миллионов копий игры, превосходя Super Mario Galaxy в качестве самой продаваемой игры, выпущенной на этой неделе ноября 2007 года. К ноябрю 2013 года было продано 15,7 миллионов экземпляров.
Call of Duty 4: Modern Warfare был широко распространён в онлайне в форме нелегальных копий. Роберт Боулинг менеджер по общественности в Infinity Ward, заявил: «На прошлой неделе мы увидели некоторые тревожные цифры о количестве игроков, играющих в настоящее время в мультиплеере… Что не было выдуманным, так это процент той численности, в которую играли на украденных копиях игры с украденными / взломанными CD-ключами пиратских копий».

### Награды
Call of Duty 4: Modern Warfare получил награды от различных игровых сайтов и изданий. GameSpot и GameTrailers дали игре награду за лучшую графику E3 2007 и награду за лучшую игру на PlayStation 3 2007, а затем добавили его как Третий лучший шутер от первого лица в свой список «Топ 10 игр FPS!». Также он получил высокую оценку от других двух сайтов видеоигр от GamePro, и от GameSpy, назвав её Лучшей всеобщей игрой 2007 года в первые и Игрой года в последующем. Game Critics также назвал игру «Лучшей экшн-игрой». От других авторитетных изданий, таких как IGN и X-Play, а также Spike Video Game Awards, игра получила награды в таких областях, как Лучший дизайн звука, Лучший шутер 2007, и Лучшая военная игра. Академия интерактивных искусств и наук присудила игре такие награды как: «Консольная игра года», «Экшн-игра года» и «Всеобщая игра года». От BAFTA игра также выиграла Лучший геймплей года, Лучшая история и персонаж года, а также Народный выбор года. Позже игра была награждена Академией BAFTA премией «Игра года 2007». Читатели на сайте PlayStation: The Official Magazine проголосовали за 7-е место в списке самых величайших игр выпущенных на PlayStation.